# ハプナビーチ州立リクリエーションエリア

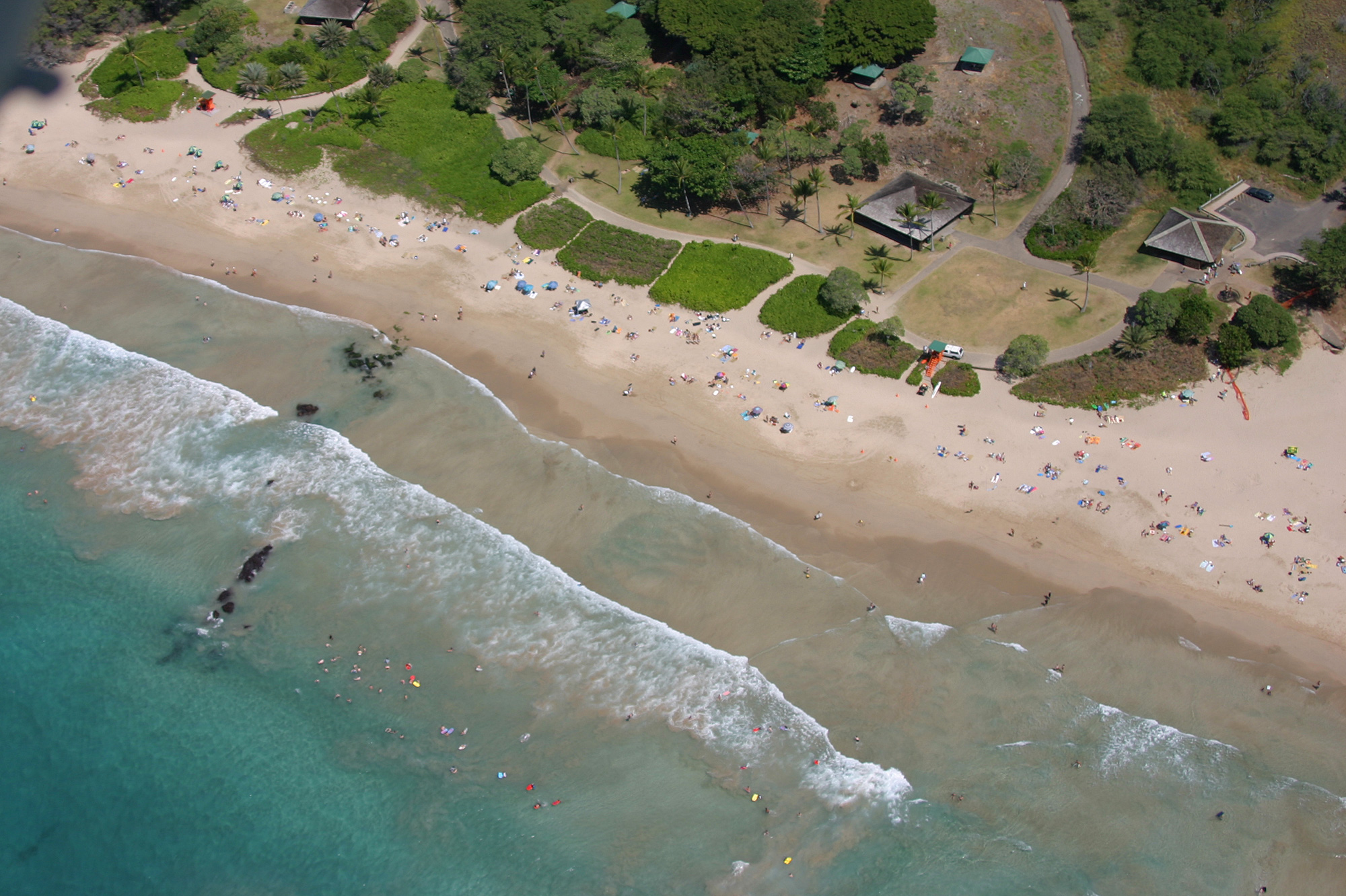
ハプナビーチ州立リクリエーションエリアの空撮（2005年）

ハプナビーチ州立リクリエーションエリア（ハプナビーチしゅうりつリクリエーションエリア、英語: Hapuna Beach State Recreation Area）とは、アメリカ合衆国ハワイ州のハワイ島にある大きな公園と砂浜をいう。ハプナビーチ・プリンスホテルもビーチに隣接している。「ハプナ」は文字通りには、ハワイ語で「春」または「水たまり」を意味していて、この公園は住民にも旅行客にも人気がある場所である。
この海岸はビッグアイランドの西海岸にある、数少ない白浜海岸のひとつである。他には、クア湾（マニニオワリビーチ）、マウナケアビーチとして知られるカウナオア湾（Kaunaoa Bay）、スペンサービーチ・パーク(Spencer Beach Park）などがある。 1993年には、「ドクター・ビーチ」Dr. Beach）として知られるフロリダ大学のスティーブン・レザーマン教授により、「アメリカのベスト・ビーチ」に選ばれた。
この公園は25.0ヘクタール（61.8エーカー）あり、ハプナビーチ・ロードはハワイのカワイハエから南へ約3.7キロメートル（2.3マイル）の所にある。アラ・カハカイ国立歴史トレイルの一部は、北のスペンサービーチから南のプアコまで、公園内を走っている。
ハプナビーチには監視員がいるが、外洋から保護されていないため、波が強い状況では危険である。
毎年夏ハプナで、ハワイ郡主催の「ジュニア・ライフガード・プログラム」が、12〜17歳の若者向けに開催されている。

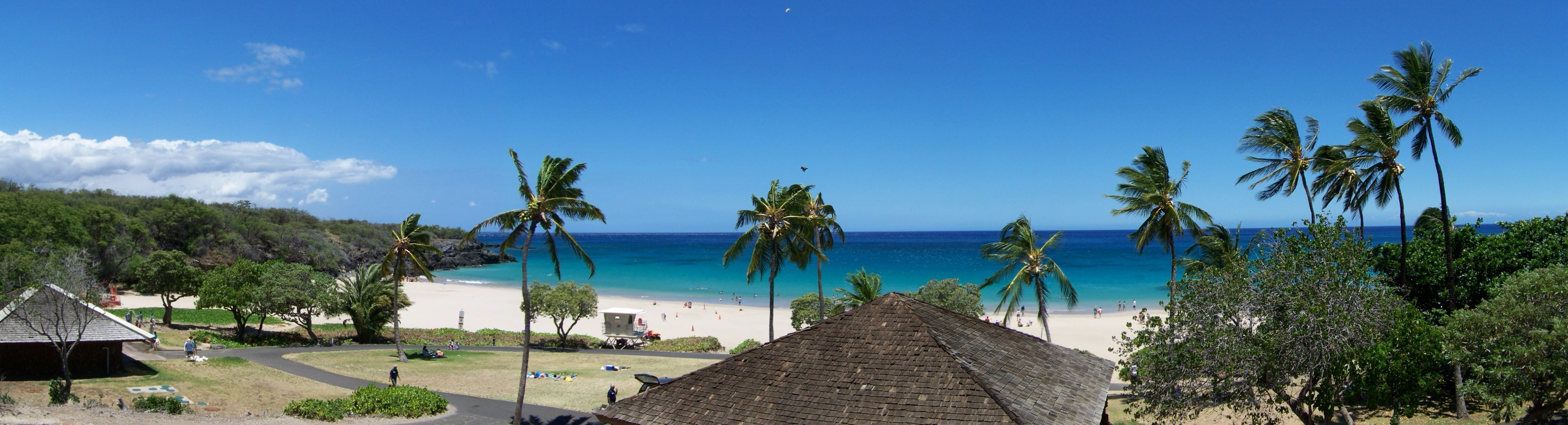
ハプナビーチのパノラマ

入場料は住民は無料で、訪問者は5ドルである

## 参照項目
- 南コハラ
- 旧コナ空港州立リクリエーションエリア